# 坂本堤律師滅門慘案
坂本堤律師滅門案是指1989年11月5日日本奧姆真理教村井秀夫、早川紀代秀、岡崎一明、新实智光、端本悟和中川智正等奉教主麻原彰晃之命，闖入打算揭發教團弊端的律師坂本堤家中並殺害坂本一家三口的事件。事後，坂本一家的遺體被匿藏很久，未被發現，因而大眾對坂本一家的「失蹤」十分關注。直到1995年冈崎一明自首，才被警方發現遺體。

## 背景
坂本堤出身於橫須賀市，畢業於東京大學法學院，1983年在任職「橫濱法律事務所」數年後考取律師，是知名的反邪教活動家。他曾經用集體訴訟的方式控告來自南韓的統一教並勝訴。1989年，坂本堤開始搜集奧姆真理教欺騙和壓迫信徒、非法斂財、反社會的證據，準備進行集體訴訟。10月，坂本堤成功說服奧姆真理教教主麻原彰晃進行血液測試。麻原彰晃曾經聲稱，他體內的血液與眾不同，具有某種「異常的能量」；但是測試結果卻表明，麻原的血液與一般凡夫俗子一模一樣，沒有甚麼特殊之處。這對麻原在教團內的統治十分不利。
10月26日，TBS電視部的Wide Show（綜合新聞情報節目）《約會在三點》專訪坂本，坂本在訪問中尖銳地抨擊了奧姆真理教。不過，TBS卻違反新聞的信息來源保密原則，在坂本不知情的情況下，秘密地把節目的錄像內容交給奧姆真理教，引起奧姆真理教的憤怒和惶恐。最後，在奧姆真理教的壓力之下，TBS取消了訪問内容的播放計劃。此時，奧姆真理教已經決定必須鏟除坂本堤這個巨大的威脅，麻原彰晃對信徒說：「坂本律師的活動，會對教團預訂在明年（1990年）參加的眾議院大選以及今後教團的發展產生障礙。」

## 行兇
11月4日，奧姆真理教的6名幹部村井秀夫、早川紀代秀、岡崎一明、新实智光、端本悟和中川智正，駕駛汽車來到坂本堤居住的橫濱市。他們先去到坂本平時上班經過的洋光台車站，打算在那里附近對他注射氯化鉀加以殺害。但是由於當日是文化日假期翌日，坂本並沒有出現。
麻原於是指示他們直接到坂本的家。他們在第二日（11月5日）凌晨3時左右，闖入坂本家中，用鐵錘擊傷坂本堤（33歲），然後毆打他的妻子坂本都子（29歲）。六人還對坂本堤只有14個月大的兒子坂本龍彦下毒手，對他注射氯化鉀，很快将其毒死。之後，他們相繼對重傷的坂本夫婦注射氯化鉀，坂本被端本悟和岡崎一明絞殺，而坂本都子被新實智光絞殺。
行兇之後，他們將一家三口的遺體藏匿在不同的鄉間地方，坂本堤的遺體埋在新潟縣名立町（今上越市）山中，坂本都子的遺體埋在富山縣魚津市的僧岳中，坂本龍彦的遺體埋在長野縣大町市日向山的山中。作案工具也扔進了大海。

## 事後

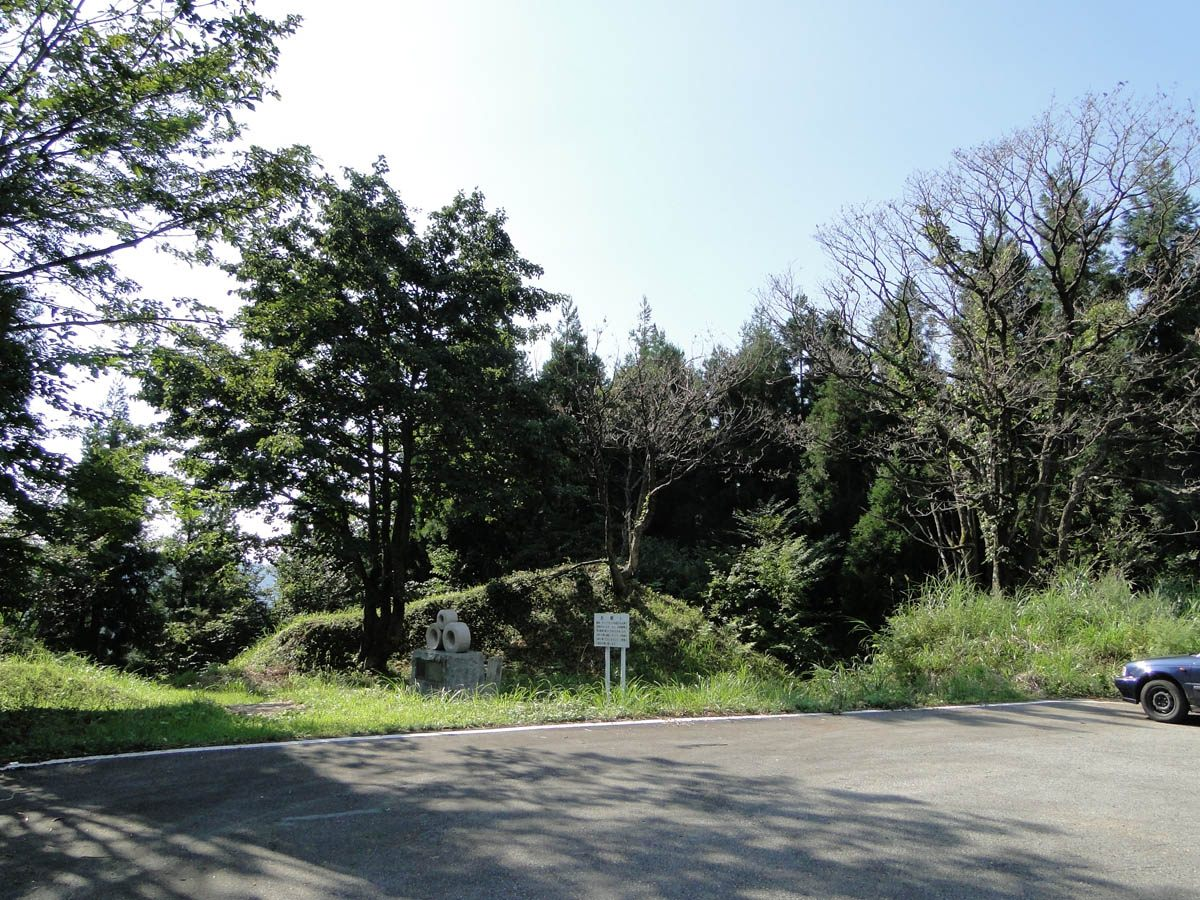
坂本堤律师家族纪念碑

坂本堤一家無故失蹤，引起外界的廣泛關注。1989年11月21日，律師志愿團體「拯救坂本律師家族全國律師會」（坂本弁護士と家族を救う全国弁護士の会）成立。直到1995年9月坂本一家的遺體被發現為止，這個團體和許多志愿人士、團體多次發起了全國性的大規模的出動大篷車和散發傳單的宣傳活動，希望可以找到坂本一家。
橫濱法律事務所在坂本一家失蹤初期已經表示奧姆真理教可能涉案，但是神奈川縣警方卻否認這一說法，導致雙方產生嚴重的對立。而長期的調查取不到進展令許多人感到洩氣。不過橫濱法律事務所依然要求警方進行詳細搜索，最終在東京地下鐵沙林毒氣事件之後的「再搜索」中，在1995年9月找到了坂本一家的遺體。其中一名行兇者岡崎一明投案交代了案發經過，轟動社會。
六名行兇者中，除了村井秀夫遭到殺害之外，其他五人都被判處了死刑。而奧姆真理教教主麻原彰晃也因為涉及包括此案在內的十多宗嚴重罪案而判處死刑，不過麻原一直否認他與此案有關，他聲稱此案是教徒的個人行為。被判處死刑的教主及五名行兇者於2018年7月6日及26日全數絞刑伏法。
而被害的坂本一家的遺體最終安葬在鎌倉市圓覺寺的松嶺院內。

## 外部連結
- 坂本堤律師一家殺害事件　5年零10個月的軌跡（页面存档备份，存于）